# 国際連合安全保障理事会決議の一覧 (1-100)
| 決議 | 日付           | 投票           | 備考                                                                                  | 文書リンク                                            |
| --- | -------------- | -------------- | ------------------------------------------------------------------------------------- | ----------------------------------------------------- |
| 1946年安全保障理事会理事国 中華民国 フランス イギリス アメリカ合衆国 ソビエト連邦 オーストラリア ブラジル エジプト メキシコ オランダ ポーランド                           |                |                |                                                                                       |                                                       |
| 1 | 1946年1月25日  | 無投票採択     | 軍事参謀委員会に関して                                                                | 原文 日本語訳 ウィキソース(英語)                      |
| 2 | 1946年1月30日  | 全会一致       | イランの情勢に関して（イラン危機）                                                    | 原文 日本語訳 ウィキソース(英語)                      |
| 3 | 1946年4月4日   | 採択 9-0-1     | イランにおけるソ連軍の状況に関して                                                    | 原文 日本語訳 ウィキソース(英語)                      |
| 4 | 1946年4月29日  | 採択 10-0-1    | スペインのフランコ政権に関して                                                        | 原文 日本語訳 ウィキソース(英語)                      |
| 5 | 1946年5月8日   | 採択 10-0-0    | イランにおけるソ連軍の状況に関して                                                    | 原文 日本語訳 ウィキソース(英語)                      |
| 6 | 1946年5月17日  | 全会一致       | 国連加盟申請の手続きに関して                                                          | 原文 日本語訳 ウィキソース(英語)                      |
| 7 | 1946年6月26日  | 無投票採択     | スペインのフランコ政権に関して                                                        | 原文 日本語訳 ウィキソース(英語)                      |
| 8 | 1946年8月29日  | 採択 10-0-1    | 新規加盟国の承認                                                                      | 原文 日本語訳 ウィキソース(英語)                      |
| 9 | 1946年10月15日 | 全会一致       | 国際司法裁判所に関して                                                                | 原文 日本語訳 ウィキソース(英語)                      |
| 10 | 1946年11月4日  | 全会一致       | スペインに関する関与の放棄                                                            | 原文 日本語訳 ウィキソース(英語)                      |
| 11 | 1946年11月15日 | 全会一致       | 国際司法裁判所とスイスとの関係について                                                | 原文 日本語訳 ウィキソース(英語)                      |
| 12 | 1946年12月10日 | 無投票採択扱い | ギリシャの情勢に関して                                                                | 原文 日本語訳 ウィキソース(英語)                      |
| 13 | 1946年12月12日 | 全会一致       | タイ王国の加盟の承認                                                                  | 原文 日本語訳 ウィキソース(英語)                      |
| 14 | 1946年12月16日 | 採択 9-0-2     | 安保理議長の手続きについて                                                            | 原文 日本語訳 ウィキソース(英語)                      |
| 15 | 1946年12月19日 | 全会一致       | ギリシャ国境地帯の情勢に関して                                                        | 原文 日本語訳 ウィキソース(英語)                      |
| 1947年安全保障理事会理事国 · 中華民国 フランス イギリス アメリカ合衆国 ソビエト連邦 · オーストラリア ベルギー ブラジル コロンビア ポーランド シリア                       |                |                |                                                                                       |                                                       |
| 16 | 1947年1月10日  | 採択 10-0-1    | トリエステ自由地域の承認                                                              | 原文 日本語訳 ウィキソース(英語)                      |
| 17 | 1947年2月10日  | 採択 9-0-2     | ギリシャの情勢に関して                                                                | 原文 日本語訳 ウィキソース(英語)                      |
| 18 | 1947年2月13日  | 採択 10-0-1    | 国際平和のための軍備の規制と削減に関して                                              | 原文 日本語訳 ウィキソース(英語)                      |
| 19 | 1947年2月27日  | 採択 7-0-3     | コルフ海峡におけるイギリスとアルバニアの衝突に関して                                  | 原文 日本語訳 ウィキソース(英語)                      |
| 20 | 1947年3月10日  | 全会一致       | 原子力エネルギーの国際管理について                                                    | 原文 日本語訳 ウィキソース(英語)                      |
| 21 | 1947年4月2日   | 全会一致       | 太平洋諸島の信託統治に関して                                                          | 原文 日本語訳 ウィキソース(英語)                      |
| 22 | 1947年4月9日   | 採択 8-0-2     | コルフ海峡におけるイギリスとアルバニアの衝突に関して                                  | 原文 日本語訳 ウィキソース(英語)                      |
| 23 | 1947年4月18日  | 採択 9-0-2     | ギリシャの情勢に関して                                                                | 原文 日本語訳 ウィキソース(英語)                      |
| 24 | 1947年4月30日  | 採択 10-0-1    | ハンガリーの加盟の検討指示                                                            | 原文 日本語訳 ウィキソース(英語)                      |
| 25 | 1947年5月23日  | 採択 10-0-1    | イタリアの加盟の検討指示                                                              | 原文 日本語訳 ウィキソース(英語)                      |
| 26 | 1947年6月4日   | 全会一致       | 国際司法裁判所の手続きに関して                                                        | 原文 日本語訳 ウィキソース(英語)                      |
| 27 | 1947年8月1日   | 無投票採択     | インドネシアの情勢に関して                                                            | 原文 日本語訳 ウィキソース(英語)                      |
| 28 | 1947年8月6日   | 採択 10-0-1    | ギリシャの情勢に関して                                                                | 原文 日本語訳 ウィキソース(英語)                      |
| 29 | 1947年8月12日  | 全会一致       | イエメンおよびパキスタンの加盟承認                                                    | 原文 日本語訳 ウィキソース(英語)                      |
| 30 | 1947年8月25日  | 採択 7-0-4     | インドネシアの情勢に関して                                                            | 原文 日本語訳 ウィキソース(英語)                      |
| 31 | 1947年8月25日  | 採択 8-0-3     | インドネシアの情勢に関して、インドネシア・オランダ両国への調停                        | 原文 日本語訳 ウィキソース(英語)                      |
| 32 | 1947年8月26日  | 採択 10-0-1    | インドネシアの情勢に関して、停戦の再要請                                              | 原文 日本語訳 ウィキソース(英語)                      |
| 33 | 1947年8月27日  | 採択 10-0-1    | 安保理議長の手続きについて                                                            | 原文 日本語訳 ウィキソース(英語)                      |
| 34 | 1947年9月15日  | 採択 9-0-2     | ギリシャの情勢に関して                                                                | 原文 日本語訳 ウィキソース(英語)                      |
| 35 | 1947年10月3日  | 採択 9-0-2     | インドネシアに関する委員会の設立について                                              | 原文 日本語訳 ウィキソース(英語)                      |
| 36 | 1947年11月1日  | 採択 7-1-3     | インドネシアの情勢に関して、停戦の再要請                                              | 原文 日本語訳 ウィキソース(英語)                      |
| 37 | 1947年12月9日  | 全会一致       | 国連加盟に関する手続きについて                                                        | 原文 日本語訳 ウィキソース(英語)                      |
| 1948年安全保障理事会理事国 · 中華民国 フランス イギリス アメリカ合衆国 ソビエト連邦 · アルゼンチン ベルギー カナダ コロンビア シリア ウクライナ・ソビエト社会主義共和国   |                |                |                                                                                       |                                                       |
| 38 | 1948年1月17日  | 採択 9-0-2     | インド・パキスタンのカシミール情勢に関して                                            | 原文 日本語訳 ウィキソース(英語)                      |
| 39 | 1948年1月20日  | 採択 9-0-2     | インド・パキスタン間のカシミール情勢に関して                                          | 原文 日本語訳 ウィキソース(英語)                      |
| 40 | 1948年2月28日  | 採択 8-0-3     | インドネシアの情勢に関して                                                            | 原文 日本語訳 ウィキソース(英語)                      |
| 41 | 1948年2月28日  | 採択 7-0-4     | インドネシアの情勢に関して                                                            | 原文 日本語訳 ウィキソース(英語)                      |
| 42 | 1948年3月5日   | 採択 8-0-3     | パレスチナの情勢に関して                                                              | 原文 日本語訳 ウィキソース(英語)                      |
| 43 | 1948年4月1日   | 全会一致       | パレスチナの情勢に関して、停戦要請                                                    | 原文 日本語訳 ウィキソース(英語)                      |
| 44 | 1948年4月1日   | 採択 9-0-2     | パレスチナの情勢に関して                                                              | 原文 日本語訳 ウィキソース(英語)                      |
| 45 | 1948年4月10日  | 採択 10-0-1    | ビルマの加盟を承認                                                                    | 原文 日本語訳 ウィキソース(英語)                      |
| 46 | 1948年4月17日  | 採択 9-0-2     | パレスチナの情勢に関して、停戦要請                                                    | 原文 日本語訳 ウィキソース(英語)                      |
| 47 | 1948年4月21日  | 無投票採択     | インド・パキスタン情勢に関して ジャム・カシミール地方の帰属についての住民投票         | 原文 日本語訳 ウィキソース(英語)                      |
| 48 | 1948年4月23日  | 採択 8-0-3     | パレスチナの情勢に関して                                                              | 原文 日本語訳 ウィキソース(英語)                      |
| 49 | 1948年5月22日  | 採択 8-0-3     | パレスチナの情勢に関して、停戦要請                                                    | 原文 日本語訳 ウィキソース(英語)                      |
| 50 | 1948年5月29日  | 無投票採択     | パレスチナの情勢に関して、停戦要請                                                    | 原文 日本語訳 ウィキソース(英語)                      |
| 51 | 1948年6月3日   | 採択 8-0-3     | インド・パキスタン情勢に関して                                                        | 原文 日本語訳 ウィキソース(英語)                      |
| 52 | 1948年6月22日  | 採択 9-0-2     | 原子力エネルギーの国際管理について                                                    | 原文 日本語訳 ウィキソース(英語)                      |
| 53 | 1948年7月7日   | 採択 8-0-3     | パレスチナの情勢に関して                                                              | 原文 日本語訳 ウィキソース(英語)                      |
| 54 | 1948年7月15日  | 採択 7-1-3     | パレスチナにおける停戦状況について                                                    | 原文 日本語訳 ウィキソース(英語)                      |
| 55 | 1948年7月29日  | 採択 9-0-2     | インドネシアの情勢に関して                                                            | 原文 日本語訳 ウィキソース(英語)                      |
| 56 | 1948年8月19日  | 無投票採択     | パレスチナにおける停戦状況について                                                    | 原文 日本語訳 ウィキソース(英語)                      |
| 57 | 1948年9月18日  | 全会一致       | エルサレムにおけるフォルケ・ベルナドッテの死去について                                | 原文 日本語訳 ウィキソース(英語)                      |
| 58 | 1948年9月28日  | 全会一致       | 国際司法裁判所に関して                                                                | 原文 日本語訳 ウィキソース(英語)                      |
| 59 | 1948年10月19日 | 全会一致       | パレスチナにおける停戦状況について                                                    | 原文 日本語訳 ウィキソース(英語)                      |
| 60 | 1948年10月29日 | 全会一致       | パレスチナの情勢に関して、小委員会の設立                                              | 原文 日本語訳 ウィキソース(英語)                      |
| 61 | 1948年11月4日  | 採択 9-1-1     | パレスチナにおける停戦状況について                                                    | 原文 日本語訳 ウィキソース(英語)                      |
| 62 | 1948年11月16日 | 無投票採択     | パレスチナにおける停戦状況について                                                    | 原文 日本語訳 ウィキソース(英語)                      |
| 63 | 1948年12月24日 | 採択 7-0-4     | インドネシアの情勢に関して                                                            | 原文 日本語訳 ウィキソース(英語)                      |
| 64 | 1948年12月28日 | 採択 8-0-3     | インドネシアの情勢に関して、政治犯の釈放要請                                          | 原文 日本語訳 ウィキソース(英語)                      |
| 65 | 1948年12月28日 | 採択 9-0-2     | インドネシアの情勢に関して                                                            | 原文 日本語訳 ウィキソース(英語)                      |
| 66 | 1948年12月29日 | 採択 8-0-3     | パレスチナの情勢に関して                                                              | 原文 日本語訳 ウィキソース(英語)                      |
| 1949年安全保障理事会理事国 · 中華民国 フランス イギリス アメリカ合衆国 ソビエト連邦 · アルゼンチン カナダ キューバ エジプト ノルウェー ウクライナ・ソビエト社会主義共和国 |                |                |                                                                                       |                                                       |
| 67 | 1949年1月28日  | 無投票採択     | インドネシアの情勢に関して、オランダ・インドネシア両国の調停                          | 原文 日本語訳 ウィキソース(英語)                      |
| 68 | 1949年2月10日  | 採択 9-0-2     | 軍備の規制・削減に関して                                                              | 原文 日本語訳 ウィキソース(英語)                      |
| 69 | 1949年3月4日   | 採択 9-1-1     | イスラエルの加盟を承認                                                                | 原文 日本語訳 ウィキソース(英語)                      |
| 70 | 1949年3月7日   | 採択 8-0-3     | 信託統治に関して                                                                      | 原文 日本語訳 ウィキソース(英語)                      |
| 71 | 1949年6月27日  | 採択 9-0-2     | 国際司法裁判所とリヒテンシュタイン公国との関係について                                | 原文 日本語訳 ウィキソース(英語)                      |
| 72 | 1949年8月11日  | 無投票採択     | パレスチナの情勢に関して、要員への謝意                                                | 原文 日本語訳 ウィキソース(英語)                      |
| 73 | 1949年8月11日  | 採択 9-0-2     | パレスチナの情勢に関して、国際連合休戦監視機構の設立と停戦の監視について              | 原文 日本語訳 ウィキソース(英語)                      |
| 74 | 1949年9月16日  | 採択 9-0-2     | 原子力エネルギーの国際管理について                                                    | 原文 日本語訳 ウィキソース(英語)                      |
| 75 | 1949年9月27日  | 採択 7-1-3     | 安全保障理事会委員会における経費について                                              | 原文 日本語訳 ウィキソース(英語)                      |
| 76 | 1949年10月5日  | 採択 9-1-1     | インドネシアの情勢に関して、国連要員の費用について                                    | 原文 日本語訳 ウィキソース(英語)                      |
| 77 | 1949年10月11日 | 採択 9-0-2     | 軍備の規制・削減に関して                                                              | 原文 日本語訳 ウィキソース(英語)                      |
| 78 | 1949年10月18日 | 採択 9-0-2     | 軍備の規制・削減に関して                                                              | 原文 日本語訳 ウィキソース(英語)                      |
| 1950年安全保障理事会理事国 · 中華民国 フランス イギリス アメリカ合衆国 ソビエト連邦 · キューバ エクアドル エジプト インド ノルウェー ユーゴスラビア                       |                |                |                                                                                       |                                                       |
| 79 | 1950年1月17日  | 採択 9-0-0     | 軍備の規制・削減に関して                                                              | 原文 日本語訳 ウィキソース(英語)                      |
| 80 | 1950年3月14日  | 採択 8-0-2     | インド・パキスタン情勢に関して                                                        | 原文 日本語訳 ウィキソース(英語)                      |
| 81 | 1950年5月24日  | 全会一致       | 安全保障理事会の手続きについて                                                        | 原文 日本語訳 ウィキソース(英語)                      |
| 82 | 1950年6月25日  | 採択 9-0-1     | 朝鮮半島情勢について、北朝鮮を非難し停戦および撤退要請                                | 原文 日本語訳 ウィキソース(英語) ウィキソース日本語訳 |
| 83 | 1950年6月27日  | 採択 7-1-0     | 朝鮮半島情勢について、大韓民国への支援勧告                                            | 原文 日本語訳 ウィキソース(英語) ウィキソース日本語訳 |
| 84 | 1950年7月7日   | 採択 7-0-3     | 朝鮮半島情勢について、大韓民国への支援勧告。 アメリカ合衆国の指揮の下、多国籍軍を編成 | 原文 日本語訳 ウィキソース(英語) ウィキソース日本語訳 |
| 85 | 1950年7月31日  | 採択 9-0-1     | 大韓民国支援のための統一司令部について                                                | 原文 日本語訳 ウィキソース(英語) ウィキソース日本語訳 |
| 86 | 1950年9月26日  | 採択 10-0-1    | インドネシアの加盟の承認                                                              | 原文 日本語訳 ウィキソース(英語)                      |
| 87 | 1950年9月29日  | 採択 7-3-1     | 台湾情勢について                                                                      | 原文 日本語訳 ウィキソース(英語)                      |
| 88 | 1950年11月8日  | 採択 8-2-1     | 朝鮮半島情勢について                                                                  | 原文 日本語訳 ウィキソース(英語) ウィキソース日本語訳 |
| 89 | 1950年11月17日 | 採択 9-0-2     | パレスチナの情勢に関して                                                              | 原文 日本語訳 ウィキソース(英語)                      |
| 1951年安全保障理事会理事国 中華民国 フランス イギリス アメリカ合衆国 ソビエト連邦 ブラジル エクアドル インド オランダ トルコ ユーゴスラビア                               |                |                |                                                                                       |                                                       |
| 90 | 1951年1月31日  | 全会一致       | 朝鮮半島情勢について                                                                  | 原文 日本語訳 ウィキソース(英語) ウィキソース日本語訳 |
| 91 | 1951年3月30日  | 採択 7-0-4     | インド・パキスタン情勢に関して ジャム・カシミール地方の帰属についての住民投票         | 原文 日本語訳 ウィキソース(英語)                      |
| 92 | 1951年5月8日   | 採択 10-0-1    | パレスチナにおける停戦状況について                                                    | 原文 日本語訳 ウィキソース(英語)                      |
| 93 | 1951年5月18日  | 採択 10-0-1    | パレスチナにおける停戦状況について                                                    | 原文 日本語訳 ウィキソース(英語)                      |
| 94 | 1951年5月29日  | 全会一致       | 国際司法裁判所の人事について                                                          | 原文 日本語訳 ウィキソース(英語)                      |
| 95 | 1951年9月1日   | 採択 8-0-3     | パレスチナの情勢に関して スエズ運河の航行制限について                                 | 原文 日本語訳 ウィキソース(英語)                      |
| 96 | 1951年11月10日 | 採択 9-0-2     | インド・パキスタン情勢に関して                                                        | 原文 日本語訳 ウィキソース(英語)                      |
| 1952年安全保障理事会理事国 · 中華民国 フランス イギリス アメリカ合衆国 ソビエト連邦 · ブラジル チリ ギリシャ オランダ パキスタン トルコ                                   |                |                |                                                                                       |                                                       |
| 97 | 1952年1月30日  | 無投票採択     | 軍備の規制削減に関して、通常兵器委員会を解散                                          | 原文 日本語訳 ウィキソース(英語)                      |
| 98 | 1952年12月23日 | 採択 10-0-1    | インド・パキスタン情勢に関して、                                                      | 原文 日本語訳 ウィキソース(英語)                      |
| 1953年安全保障理事会理事国 · 中華民国 フランス イギリス アメリカ合衆国 ソビエト連邦 · チリ コロンビア デンマーク ギリシャ レバノン パキスタン                             |                |                |                                                                                       |                                                       |
| 99 | 1953年8月12日  | 無投票採択     | 国際司法裁判所の人事について                                                          | 原文 日本語訳 ウィキソース(英語)                      |
| 100 | 1953年10月27日 | 全会一致       | パレスチナにおける停戦状況について                                                    | 原文 日本語訳 ウィキソース(英語)                      |